# Benedikt I.

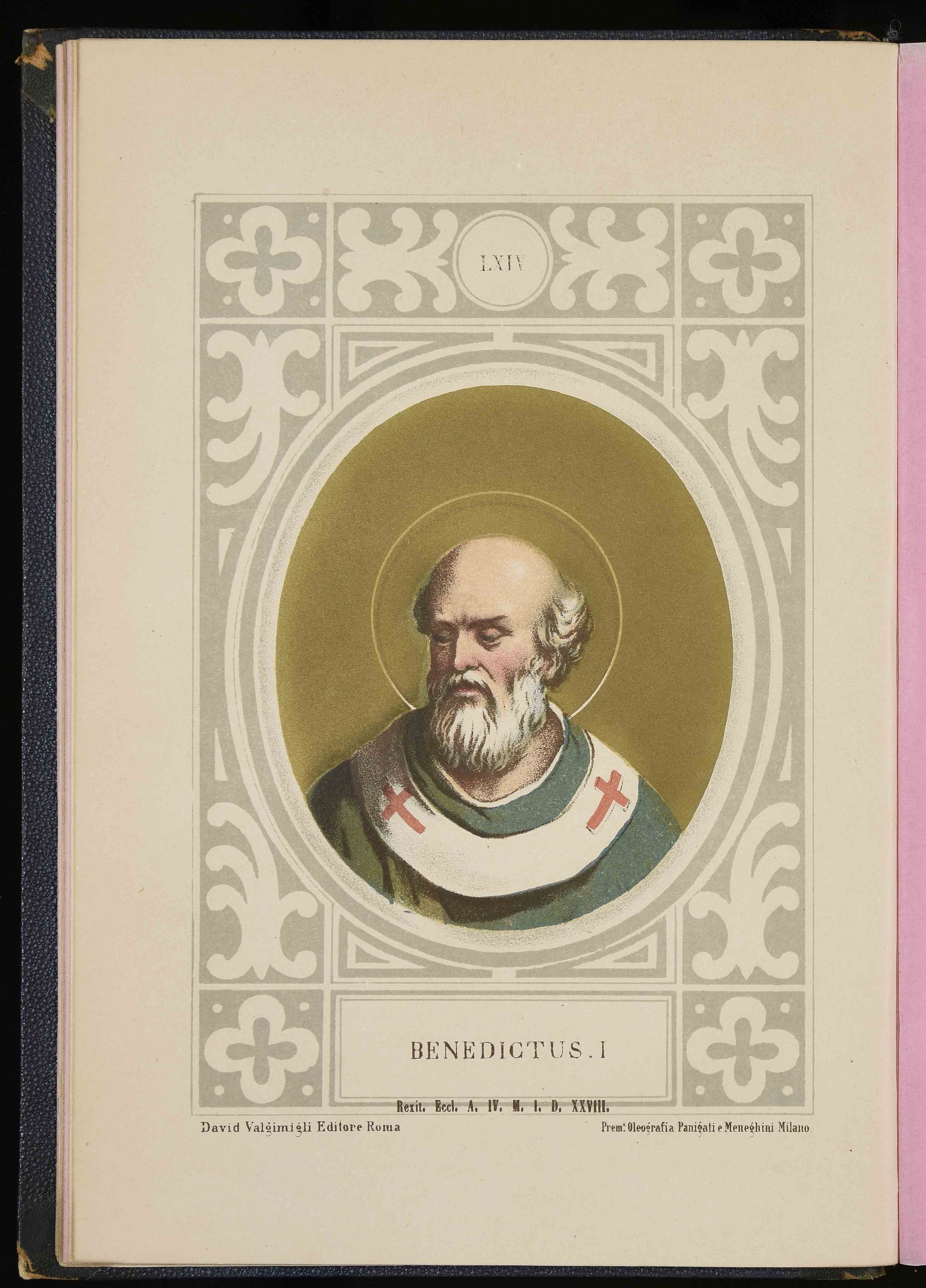
Porträt des Papstes Benedikt I.

Benedikt I. (* in Rom; † 30. Juli 579) war vom 2. Juni 575 bis zu seinem Tode Bischof von Rom.

## Leben

### Vor dem Pontifikat
Benedikt entstammte einer römischen Familie, sein Vater hieß Bonifacius, über den ansonsten nichts überliefert ist. Aus der Zeit vor seinem Pontifikat ist nichts bekannt. Vor seinem Amtsantritt bestand rund elf Monate Sedisvakanz, sein Vorgänger Johannes III. war am 13. Juli 574 beerdigt worden.

### Pontifikat
Seine Amtszeit fällt in die frühe Zeit der langobardischen Herrschaft in Italien, die durch Pest und Hunger überaus schwer belastet war. Ein Jahr zuvor, im Jahr 574, war der Langobardenkönig Cleph ermordet worden. Unter diesen Umständen dauerte es besonders lange, bis die bei der Bischofswahl übliche kaiserliche Genehmigung Rom erreichte – insgesamt elf Monate. Andererseits gilt die Tatsache, dass sich der Abt des Klosters San Marco in Spoleto beim römischen Bischof über die Aneignung einiger seiner Güter durch die Kirche von Rom beschweren konnte, als Hinweis darauf, dass es zumindest zeitweise eine Klärung des Verhältnisses zum langobardischen Herzog von Spoleto gab.
Das größte Problem während der kurzen Herrschaft Benedikts war allerdings der Hunger, dem Kaiser Justin II. durch eine Flotte mit ägyptischem Getreide beizukommen versuchte. Allerdings ist dies der einzige überlieferte Versuch, in die überaus bedrängende Situation in Italien einzugreifen. Menander Protektor berichtet, die vermögenden Angehörigen des römischen Senats hätten 3000 Pfund Gold eingesammelt, um sie nach Konstantinopel zu bringen, von wo es der Kriegführung gegen die Langobarden zugutekommen sollte. Die Rolle Benedikts bleibt allerdings dabei unklar.
Immerhin weihte Benedikt während seiner wenig mehr als vier Jahre langen Amtszeit 21 Bischöfe, wobei nicht überliefert ist, welche Städte betroffen waren. Auch gelang es ihm wohl, den Bischof von Ravenna, Johannes III. zu weihen, womit er Einfluss in der wichtigsten oströmischen Stadt Italiens nahm. Vermutlich stand dieser Erfolg mit dem Dreikapitelstreit in Zusammenhang.
Bei seinem Tod belagerten die Langobarden wohl weiterhin Rom, denn noch sein Nachfolger Pelagius II. sah sich nicht in der Lage, das gewohnte kaiserliche Placet einzuholen. Er wurde in der Sakristei von Sankt Peter beigesetzt.